# 曠野龍屬
曠野龍屬（意為“曠野蜥蜴”），是種小型、二足的植食性鳥腳類恐龍，發現於英格蘭威特島、羅馬尼亞。牠們生存於早白堊紀。模式種是小溝曠野龍（V. canaliculatus），是由彼得·加爾東（Peter Galton）在1975年敘述、命名，當時為橡樹龍的一種，後來獨立為新屬。而1982年發表的第二個物種，即尼日發現的尼日曠野龍（V. nigeriensis），只發現部分化石，且地質年代較晚，在2009年獨立為新屬，艾爾雷茲龍。曠野龍屬於禽龍類。

## 發現與命名

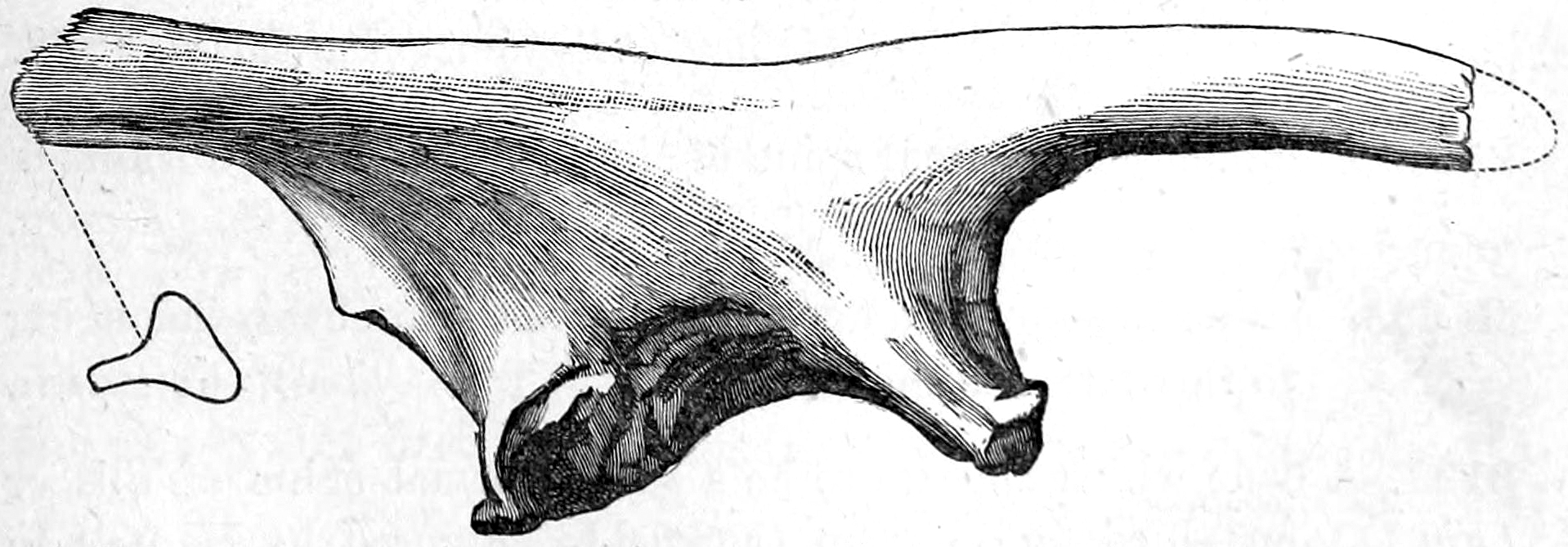
曠野龍的腸骨素描

在19世紀，威廉·達爾文·福克斯（William Darwin Fox）牧師在威特島西南岸發現兩個小型股骨（編號BMNH R184、BMNH R185）。稍早在1848年，吉迪恩·曼特爾（ Gideon Mantell）在威特島發現一個禽龍化石；在1868年，福克斯誤認為這兩個股骨、之前發現的禽龍來自於同一個體。在1869年，古生物學家湯瑪斯·亨利·赫胥黎將這個禽龍化石建立為稜齒龍屬，這兩個股骨也跟者編入於稜齒龍。
在1975年，彼得·加爾東將這兩個股骨建立為橡樹龍的一種，Dryosaurus canaliculatus。種名在拉丁文意為「有小溝道」，意指股骨髁之間有個明顯溝痕。兩年後，彼得·加爾東將這個種建立為新屬，小溝曠野龍（Valdosaurus canaliculatus）。屬名意指化石發現處的威爾德群（Wealden Group）。在1982年，菲利普·塔丘特（Philippe Taquet）與彼得·加爾東將發現於尼日的化石命名為第二個種，尼日曠野龍（V. nigeriensis）。在2009年，尼日曠野龍建立為新屬，艾爾雷茲龍（Elrhazosaurus）。
在1998年，William Blows在一份英格蘭恐龍文獻裡提到V. dextrapoda，但這是筆誤，實際上沒有這種恐龍，目前是個無資格名稱。

## 化石與地理分佈
曠野龍是北美洲橡樹龍的近親，許多發現於歐洲的橡樹龍科化石，被編入於曠野龍。曠野龍的化石發現於英格蘭的威特島（威塞克斯組）與西薩塞克斯郡（哈斯丁地層）、以及羅馬尼亞的比霍爾縣。這些地層的年代相當於豪特里維階與巴列姆階，約1億4500萬到1億2500萬年前。目前已發現股骨、一些身體骨骼的骨頭、一個齒骨、牙齒。
在2009年，彼得·加爾東重新研究曠野龍的化石，他提出曠野龍的可鑑定標本僅限於英格蘭化石，並將尼日標本建立為艾爾雷茲龍。在英格蘭化石之中，所有頭部骨頭、牙齒都無法確定是否屬於曠野龍。一些發現於上威爾德黏土組（Upper Wealden Clay Formation）的骨盆、後肢，地質年代為巴列姆階晚期，被編入於曠野龍。另外，發現於哈斯丁地層的化石，地質年代是較早的凡藍今階，被建立為曠野龍的未命名種（Valdosaurus sp.）。理查·歐文在1842年研究過的一個股骨（編號BMB 004297-004300），之後被編入於曠野龍；彼得·加爾東將這個股骨編入於禽龍屬。
彼得·加爾東提出曠野龍的股骨非常小，長度為14公分，是個幼年個體，而完全成長個體可能是種中型鳥腳類恐龍，股骨可能成長到約50公分長。在2010年，格里高利·保羅（Gregory S. Paul）估計這個幼年曠野龍的身長為1.2公尺，體重約為10公斤。

## 種系發生學
彼得·加爾東最初將曠野龍歸類於稜齒龍科。但稜齒龍科本身是個並系群，近年較少被科學文獻使用。目前曠野龍通常被認為屬於橡樹龍科。

## 外部連結
- Valdosaurus in the Dinosaur Encyclopaedia （页面存档备份，存于） at Dino Russ's Lair
- Valdosaurus at Thescelosaurus.com (scroll to Dryosauridae)
- Valdosaurus at Dinosaur Isle （页面存档备份，存于）
- Valdosaurus at National History Museum
- Valdosaurus at Dino Data （页面存档备份，存于）